# Andriej Skoromny
Andriej Michajłowicz Skoromny (ros. Андрей Михайлович Скоромный; ur. 30 czerwca 1989 w Jerkach w obwodzie czerkaskim) – rosyjski kulturysta ukraińskiego pochodzenia.

## Życiorys
Urodzony w obwodzie czerkaskim na Ukrainie, w 2006 roku przeniósł się do Moskwy. Kulturystyką zajmuje się od 2010. Tego roku jako junior wywalczył złoty medal podczas Pucharu Moskwy. W kategorii młodzików odnosił później liczne inne sukcesy (zwyciężył między innymi Puchar Rosji 2010). W 2012 w trakcie Mistrzostw Rosji federacji PBS (FBFR) uplasował się na drugim miejscu na podium w kategorii mężczyzn do 100 kg. Powtórzył ten wynik rok później. W 2013 brał też udział w zawodach Arnold Amateur federacji IFBB.
Żonaty z Ariną. W kwietniu 2014 roku urodziła się jego córka.

## Wymiary
- wzrost: 178 cm
- waga w sezonie zmagań sportowych: ok. 100 kg
- waga poza sezonem zmagań sportowych: ok. 118 kg
- biceps: 55 cm
- kark: 45 cm